# Percy Bysshe Shelley
Percy Bysshe Shelley [pɜːsi bɪʃ ʃɛlɪ]IPA (4. srpna 1792 – 8. července 1822) byl anglický básník, dramatik, prozaik a překladatel, jenž patří k nejvýznamnějším romantickým autorům. Je považován za tvůrce vrcholných lyrických básní a eposů napsaných v anglickém jazyce.
Nejvíce se proslavil svými básněmi Ozymandias, Óda na západní vítr, Skřivanu a Maska anarchie. Nicméně většinu jeho díla tvoří dlouhé vizionářské básně Alastor, Adonis, Vzpoura Islámu, Odpoutaný Prométheus a nedokončená báseň Triumf života. Jeho nekonvenční životní styl a idealismus, společně s jeho skeptickým tónem, z něj udělaly nechvalně proslulého a velmi nenáviděného muže. Stal se však idolem pro následující dvě nebo tři generace básníků, mezi nimi nejznámějších viktoriánských básníků Roberta Browninga, Alfreda Tennysona, Dante Gabriela Rossettiho, Algernona Charlese Swinburna, Williama Butlera Yeatse. Měl také vliv na mnohé básníky píšící v jiných jazycích, například na Jibanananda Dase a Subramanya Bharathyho. Byl rovněž obdivován Karlem Marxem, Henrym Stephensem Saltem a Georgem Bernardem Shawem. Podobně jako jeho současníci John Keats a Lord Byron Shelley předčasně zemřel. Jeho druhou ženou byla Mary Shelleyová, autorka pověstného románu Frankenstein, ke kterému její manžel napsal v roce 1818 předmluvu.

## Život

### Dětství a studium
Jeho rodiči byli sir Timothy Shelley, později druhý baronet z Castle Goring, a jeho manželka Elizabeth rozená Pilfoldová. Vyrůstal v hrabství Sussex a základního vzdělání nabyl doma pod dohledem reverenda Evana Edwardse z Warnhamu. Jeho dětství bylo šťastné. V roce 1802 nastoupil na Syon House Academy v Brentfordu. Zde se však stal obětí časté šikany, částečně pro svůj dívčí vzhled, ale také pro svůj aristokratický původ. Měl velmi výbušnou povahu a neuměl bojovat pěstmi. Jeden z jeho spolužáků napsal, že byl „jako holka v klučičích šatech a bránil se fackami.“ V roce 1804 nastoupil na Eton College, kde byl rovněž obětí šikany. Dne 10. dubna 1810 se zapsal ke studiu na Oxfordské univerzitě. Traduje se, že za celou dobu svých studií navštívil pouze jednu přednášku, zatímco četbě věnoval až šestnáct hodin denně. Každopádně nebyl oblíbený ani u studentů, ani u profesorů. Dokázal však navázat těsné přátelství s Thomasem Jeffersonem Hoggem. Jeho prvním dílem byl román Zastrozzi (1810), kde se v postavě padoucha Zastrozziho odráží Shelleyho již tehdy utvrzený ateistický pohled na svět. Ve stejném roce publikoval společně se svou sestrou Elizabeth sbírku básní Původní poezie Victora a Cazire. Během svých studií na Oxfordu vydal, pravděpodobně společně s Hoggem, sbírku groteskních a parodických básní Posmrtné fragmenty Margaret Nicholsonové.
V roce 1811 publikoval pamflet Nezbytnost ateismu. To přitáhlo pozornost vedení univerzity. Byl předvolán před univerzitní radu. Odmítl zříci se svého autorství, což mělo za následek jeho vyloučení ze studia společně s Hoggem 25. března 1811. Dostal šanci rehabilitovat se poté, co se do celé věci vložil jeho otec, a to pod podmínkou, že se zřekne svých názorů. Jeho odmítnutí otcovy nabídky vedlo k definitivnímu rozkolu mezi ním a otcem.

### První manželství
Čtyři měsíce po vyloučení ze studií se jako devatenáctiletý vypravil do Skotska, aby se zde oženil s šestnáctiletou Harriet Westbrookovou. Po jejich svatbě 28. srpna 1811 pozval svého přítele Hogga, aby s nimi sdílel domácnost, a to včetně manželky. Když Harriet oponovala, zanechal svého pokusu o zavedení vícečlenného manželství a se svou ženou se odstěhoval do Keswicku, kde se hodlal věnovat psaní. Od tohoto záměru ho odvedly politické události, kvůli kterým navštívil Irsko, kde se chtěl zabývat psaním radikálních textů. Zde napsal Provolání k irskému lidu a objevil se na několika shromážděních. Tyto aktivity přitáhly nežádoucí pozornost britské vlády. O dva roky později v roce 1813 napsal a publikoval Královnu Mab. Tato báseň jasně odráží vliv anglického filosofa Williama Godwina a jeho radikální volnomyšlenkářské filosofie. Přestože je Královna Mab věnována Harriet, jejich vztah už dostával trhliny. Nespokojen se svým téměř tříletým manželstvím často opouštěl svou ženu a dítě (Ianthe Shelley, 1813–1876) a navštěvoval Godwinovu domácnost a knihkupectví v Londýně. Zde potkal Godwinovu inteligentní a vzdělanou dceru Mary Wollstonecraft Godwinovou (později se proslavila pod jménem „Mary Shelley“), do které se zamiloval. Mary byla dcera Mary Wollstonecraftové, autorky knihy Potvrzení práv žen; ta měla poměr s Godwinem, krátce za něj byla provdaná a zemřela v roce 1797, několik dní po narození Mary. Dne 28. července opustil Shelly svoji těhotnou ženu a dítě s šestnáctiletou Mary. Ve skutečnosti ty šestnáctileté ženy byly dvě. Když odcházel s Mary, vzal s sebou rovněž její nevlastní sestru Jane (později Claire) Clairmontovou. Společně se plavili do Evropy a přes Francii se dostali až do Švýcarska, kde se usadili. Po šesti týdnech se rozhodli vrátit do Anglie, kde zjistili, že William Godwin, propagátor volné lásky, odmítá s nimi mluvit.
Na podzim roku 1815, během svého pobytu v ústraní v Londýně, publikoval veršovanou alegorii Alastor. Ve své době vzbudila pouze malou pozornost, ale dnes je považována za jeho první velké básnické dílo. V tomto období jeho tvorby je patrný silný vliv Wordsworthových básní.

### Seznámení s Byronem
V létě roku 1816 se společně s Mary vydal podruhé do Švýcarska. Učinil tak na popud Mariiny nevlastní sestry Claire Clermontové, která navázala důvěrný vztah s Lordem Byronem v dubnu předchozího roku těsně před jeho dobrovolným vyhnanstvím. Byron o Claire ztratil zájem a ona využila této situace, aby ho vylákala do Ženevy. Shelleyovi a Byron si pronajali sousedící domy na břehu Ženevského jezera. Pravidelný kontakt s Byronem měl blahodárný efekt na Shelleyho poezii. Jejich společná dvouhodinová vyjížďka na lodi jej inspirovala k napsání básně Hymna na krásu inteligence, která je považována za jeho nejvýznamnější dílo od vydání básně Alastor. Cesta do Chamonix ve francouzských Alpách jej inspirovala k napsání složité básně Mont Blanc, ve které předestírá otázku historické nutnosti a vztahu mezi lidskou myslí a přírodou.
Na druhou stranu i Shelley ovlivnil Byronovu poezii. Tento vliv je patrný zvláště ve třetí části Childe Haroldovy pouti, na které Byron zrovna pracoval, a na Manfrédovi, kterého napsal na podzim roku 1816. Ve stejnou dobu soutěž o napsání nejlepšího hororového příběhu mezi Byronem, Shelleym, Mary Shelleyovou, Byronovým lékařem Johnem Polidorim a Claire Clermontovou inspirovala Mary k napsání Frankensteina. Na konci léta se Shelleyovi a Claire vrátili do Anglie. Claire byla v tu dobu těhotná. Čekala s Byronem Allegru Byronovou, což mělo nesmírný dopad na jeho budoucnost.

### Neštěstí v osobním životě a druhé manželství
Návrat do Anglie byl spojen s tragédií. Fanny Imlayová, nevlastní sestra Mary Godwinové a příslušnice Godwinovy domácnosti, spáchala na konci podzimu sebevraždu. V prosinci 1816 odešla dobrovolně ze života i Shelleyho odcizená žena Harriet. Utopila se v jezeře Serpentine v Hyde Parku. Několik týdnů po nalezení těla se Shelley a Mary Godwinová vzali. Částečně se jednalo o sňatek z rozumu, neboť Shelley doufal, že mu manželství umožní opatrovnictví nad dětmi Harriet, ale marně. Soud je předal do péče adoptivních rodičů.
Shelleyovi se usadili ve vesnici Marlow v Buckinghamshiru, kde žil i Percyho přítel Thomas Love Peacock. Shelley se stal součástí literárního klubu kolem Leigha Hunta a během tohoto období potkal Johna Keatse. Shelleyho největším dílem sepsaným v tomto období byla dlouhá narativní báseň Laón a Cynthia, ve které tvrdě kritizuje náboženství a popisuje incestní vztah dvou milenců. Krátce po vydání byla báseň rychle stažena z prodeje. Později, v roce 1818, byla znovu vydána pod názvem Vzpoura Islámu. Pod pseudonymem „Poustevník z Marlowe“ Shelley rovněž napsal dva revoluční politické traktáty.

### Cesty po Apeninském poloostrově

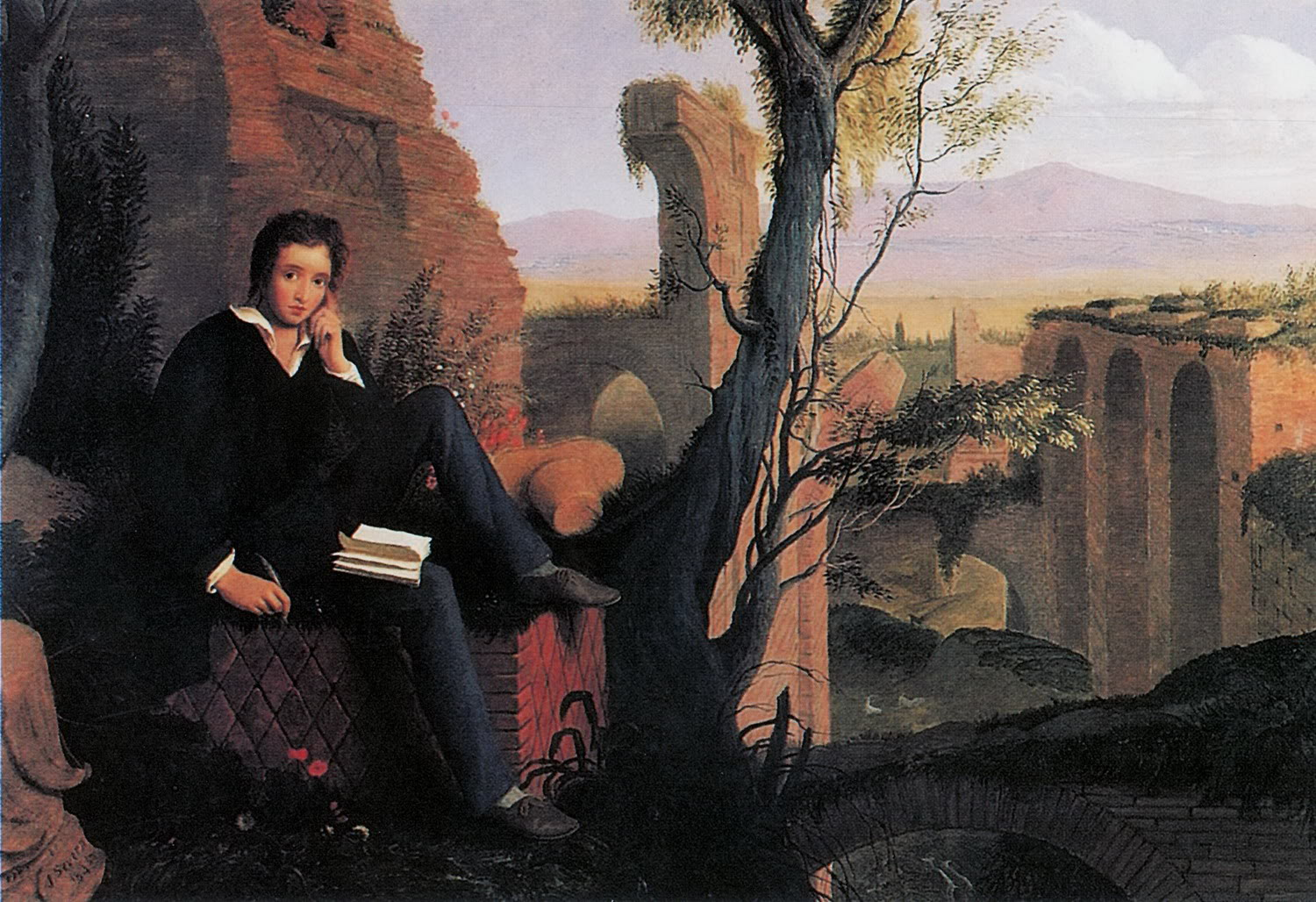
Shelley píšící v Itálii své dílo Odpoutaný Prométheus, obraz Josepha Severna z roku 1845

Na začátku roku 1818 opustili Shelleyovi a Claire Anglii, aby dopravili Claiřinu dceru Allegru k jejímu otci, který se mezitím usadil v Benátkách. Kontakt se starším a známějším básníkem povzbudil Shelleyho, aby opět začal psát. V druhé polovině roku napsal báseň Julián a Maddalo, ve které popisuje své vyjížďky na lodi a rozhovory s Byronem. Celá báseň končí návštěvou blázince. Báseň se vyznačuje Shelleyho uhlazeným stylem. Rovněž začal pracovat na svém veršovaném dramatu Odpoutaný Prométheus. Tragédie se vršily na přelomu let 1818 a 1819, kdy v Římě zemřel na horečku jeho syn William a malá dcera Clara Evelina zemřela během následujícího stěhování.
Jeho dcera Elena Adelaide Shelleyová se narodila 27. prosince 1818 v Neapoli. Jako matka byla do matričního listu uvedena žena jménem Marina Padurinová. Někteří akademici se domnívají, že její skutečnou matkou byla buď Claire Clermontová nebo Elise Foggiová, vychovatelka Shelleyových dětí. Jiní tvrdí, že Elena Adelaide byla nalezenec, kterou Shelley adoptoval a doufal, že tím pomůže Mary vzpamatovat se ze smrti Williama a Clary. Elena byla dána do péče adoptivním rodičům několik dnů po svém narození a Shelleyovi se přestěhovali do jiného italského města. Elena zemřela za sedmnáct měsíců, 10. června 1820.
V Římě Shelley dokončil báseň Odpoutaný Prométheus a na jaře roku 1819 v Livornu napsal tragédii Cenci. V tomtéž roce napsal svou nejznámější politickou báseň Maska anarchie, která byla inspirována masakrem v Peterloo. V tomto období také napsal esej Filosofický pohled na reformy, která je nejpodrobnějším popisem jeho politických názorů.
V roce 1821, napsal Shelley elegii Adonis. Inspirací mu byla smrt Johna Keatse.
V roce 1822 pozval Shelley do Itálie Jamese Henryho Leigha Hunta, jednoho ze svých největších příznivců v Anglii. společně s Huntem a Byronem zamýšlel založit magazín The Liberal. S Huntem coby vydavatelem by mohli šířit své kontroverzní názory, čímž by vytvořili protiváhu ke konzervativním periodikům, např. Blackwood's Magazine nebo The Quarterly Review.

### Utonutí a pohřeb
Dne 8. července 1822, necelý měsíc před svými třicátými narozeninami, Shelley utonul na svém škuneru Don Juan při náhlé bouři během svého návratu z Livorna do Lerici. Shelley prohlašoval, že viděl svého dvojníka, který mu předpovídal smrt. Tento dvojník měl být údajně k nerozeznání stejný jako Shelley a ukazovat mlčky prstem na moře. Shelley tento zážitek řekl Mary, ale nevěnoval mu velkou pozornost. Právě se vracel ze schůzky s Leighem Huntem, na které založili The Liberal. Jméno lodi, „Don Juan“ (pocta Lordu Byronovi), bylo vybráno Edwardem Trelawnym, členem kruhu kolem Byrona a Shelleyho. Podle výpovědi Mary Shelleyové ji později Shelley přejmenoval na „Ariel“. To popudilo Byrona, který si vynutil napsání názvu „Don Juan“ na hlavní plachtu. Tím urazil Shelleyovy, kteří o lodi prohlásili, že vypadá spíše jako bárka pro převoz uhlí. Loď byla postavena v Ženevě podle Shelleyho návrhu. V bouři se nepřevrátila, ale potopila. Mary Shelleyová později ve svých Poznámkám k básním z roku 1822 (1839) uvedla, že loď měla nesprávnou stavbu a že se nikdy neměla plavit.
Mnoho lidí věří, že k Shelleyho smrti nedošlo náhodou. Někteří tvrdí, že Shelley trpěl depresemi a chtěl se zabít, jiní tvrdí, že neuměl navigovat. Některé prameny uvádějí, že si ho piráti spletli s Byronem a ještě fantastičtější teorie. Existuje množství indicií, že Shelley mohl být zavražděn z politických důvodů. Tyto nepřímé důkazy si však mnohdy navzájem odporují. Je známo, že několik let před smrtí byl ve svém domku v Tann-yr-allt ve Walesu přepaden mužem, který byl patrně příslušníkem anglické tajné služby. Podrobnosti o tomto incidentu jsou popsány v knize Richarda Holmese Shelley: The Pursuit (New York: E.P. Dutton, 1975).
Několik dní před smrtí byl Shelley málem zastřelen. Britský konzul se však postavil za střelce a předešel tím jakémukoliv soudnímu procesu. Existují rovněž důkazy, že těsně před vypuknutím oné bouře se setkali s lodí italského námořnictva a odmítli její nabídku o pomoc. Kromě Shelleyho byli na palubě ještě dva Angličané. První byl námořnický důstojník v důchodu a druhý byl plavčík, který s největší pravděpodobností ovládal základy navigace, minimálně v pobřeží okolo Livorna. Oba dva utonuli společně se Shelleym. Na palubě byl ještě jeden italský chlapec, který se zachránil. Jeho totožnost zůstává záhadou. Loď byla později nalezena poblíž břehu a již na první pohled byla patrná díra, která zřejmě vznikla srážkou s daleko větším plavidlem. Pokud by se tak stalo, posádka by se pravděpodobně pokusila zachránit. Záchranný člun byl však stále přivázaný k lodi. Nic ani nenasvědčovalo tomu, že by se někdo z posádky pokusil doplavat ke břehu. V takovém případě by se patrně zbavili přebytečného oblečení. Těla však byla nalezena oblečená a obutá. Jak později napsal Trelawny ve své knize Vzpomínky na poslední dny Shelleyho a Byrona, jediné, co poukazovalo na Shelleyho pokus zbavit se šatů, byla košile částečně přetažená přes hlavu a chybějící bota. Trelawny rovněž předkládá historku o předsmrtné zpovědi jednoho italského rybáře, který tvrdil, že narazil do Shelleyho lodi, aby ho mohl okrást. Jeho plán ale překazilo její rychlé potopení. Později bylo v lodi nalezeno mnoho cenných předmětů a velká částka v hotovosti.

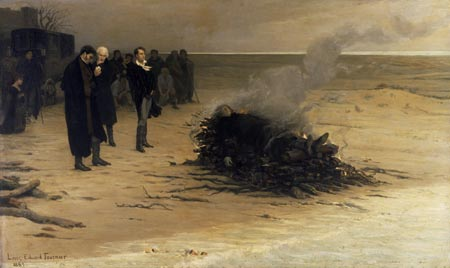
Shelleyho pohřeb, obraz od Louise Édouarda Fourniera. Zleva Edward Trelawny, George Gordon Byron a Leigh Hunt (ten se pohřbu nezúčastnil).

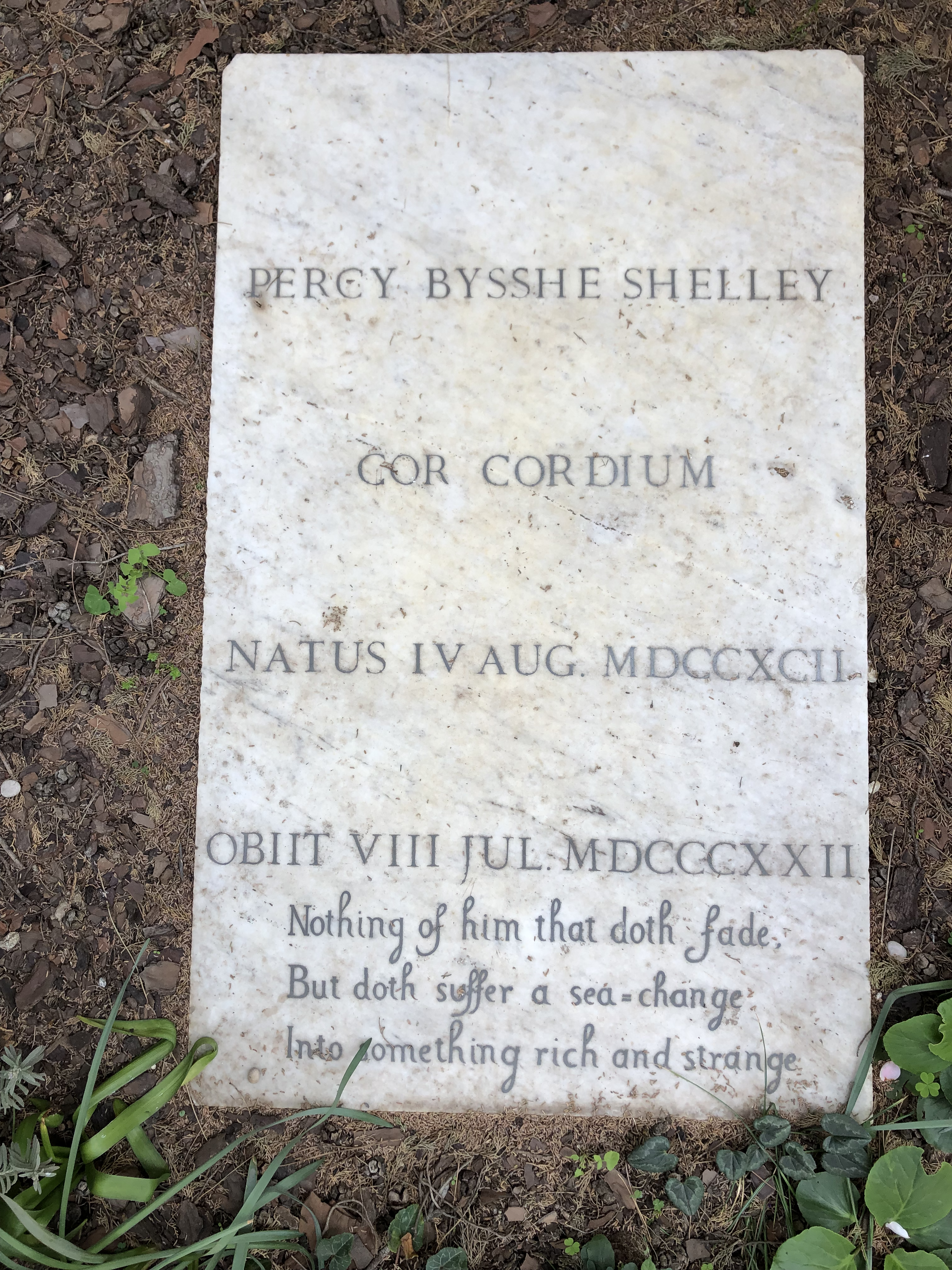
Shelleyho náhrobní kámen

Den po Shelleyho smrti napsal škodolibě toryovský deník The Courier: „Shelley, autor jakési bezbožné poezie, utonul a nyní už ví, jestli Bůh existuje či nikoliv.”
Shelleyho tělo bylo vyplaveno na břeh. Podle Trelawnyho byly hlava a ruce zbaveny jakéhokoliv masa a tělo se rychle rozkládalo. V souladu s jeho nekonvenčním myšlením byly Shelleyho ostatky zpopelněny na pláži poblíž Viareggia. Podle tradice předviktoriánské éry, kdy se ženy pohřbu nezúčastnily ze zdravotních důvodů, nebyla Mary Shelleyová na pohřbu přítomna. Lord Byron krátce po začátku kremace z pláže odešel, neboť nebyl schopen sledovat pohřeb svého přítele.
Po skončení obřadu byly z hranice vyjmuty nespálené zbytky Shelleyho srdce. Mary je opatrovala po zbytek svého života založené a slisované v Shelleyho sbírce básní. Popel byl následně převezen do Říma a uložen na Protestantském hřbitově. O několik týdnů později zavítal do Říma Edward Trelawny. Nebyl spokojený s umístěním hrobu svého přítele a nechal přesunout ostatky na lepší místo na hřbitově. Trelawny rovněž zakoupil místo vedle Shelleyho hrobu, kam byly po více než šedesáti letech uloženy jeho ostatky.

## Politické, náboženské a etické názory

### Politika a náboženství
Shelley byl politický radikál ovlivněný mysliteli jako byl Rousseau, Paine nebo Godwin. Prosazoval katolickou emancipaci, republikanismus, parlamentní reformu, rozšíření volebního práva, svobodu slova, pokojné shromažďování, konec šlechtických a duchovních privilegií a rovnoměrnější rozdělení příjmů a bohatství. Nepodporoval však násilná povstání, protože by přesvědčen, že násilný protest zvýší vyhlídky na vojenský despotismus. Byl zapřisáhlý ateista, který byl ovlivněn materialistickými argumenty v Holbachově Le Système de la nature (1770, Systém přírody) Jeho ateismus byl důležitým prvkem jeho politického radikalismu, protože považoval organizované náboženství za neoddělitelně spojené se sociálním útlakem.

### Volná láska
Shelley obhajoval princip volné lásky ovlivněný dílem Mary Wollstonecraftové a raného Williama Godwina. Věřil, že sexuální vztah by měl být mezi těmi, kteří se milují svobodný a že by měl trvat jen tak dlouho, dokud trvá jejich vzájemná láska, která by tak nepodléhala poslušnosti, žárlivosti a strachu, Popíral, že by volná láska vedla k promiskuitě a narušení stabilních lidských vztahů. Argumentoval tím, že vztahy založené na lásce by obecně měly dlouhé trvání.

### Obhajoba vegetariánství
Jak Shelley, tak Mary Shelleyová patřili k zarputilým obhájcům vegetariánství. Shelley o tomto tématu napsal několik esejí, z nichž nejvýznamnější jsou Obhajoba přírodní stravy a O zeleninovém způsobu stravování.

## Dílo

### Charakteristika díla
Shelley je autorem gotických románů, lyrických a alegorických básní, politických balad,  epických děl, divadelních her a esejů na nejrůznější politická, filozofická, náboženská i sociální témata. Několik děl napsal ve spolupráci se svou manželkou Mary (např. hry Proserpina nebo Midas z roku 1820 určené mládeži). Do angličtiny také přeložil dva Platónovy dialogy (Ión a Symposion).

### Výběrová bibliografie

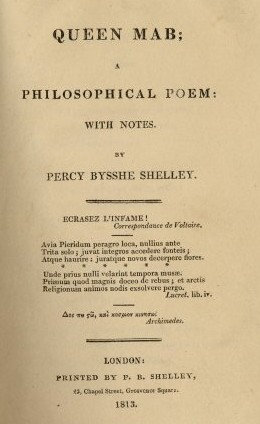
Královna Mab, první vydání z roku 1813

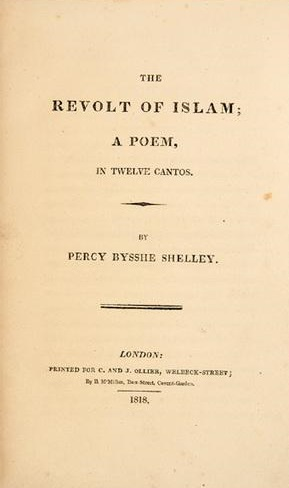
Vzpoura Islámu, první vydání z roku 1817

- Zastrozzi (1810), gotický román vydaný anonymně.
- St. Irvyne; or, The Rosicrucian (1811, St. Irvyne, aneb Rosekrucián), gotický román vydaný anonymně.
- The Necessity of Atheism (1811, Nezbytnost ateismu), esej napsaná společně s Thomasem Jeffersonem Hoggem.
- The Devil's Walk (1812, Ďáblova procházka), politická balada, protest proti drsným ekonomickým podmínkám v zemi.
- Queen Mab (1813, Královna Mab), alegorická báseň napsána ve formě pohádky o devíti zpěvech, která představuje budoucí vizi utopie na Zemi. Současně Shelley líčí obraz současného světa, jenž je ovládán lidskou pýchou plodící nerovnost a nepřátelství mezi lidmi.
- A Vindication of Natural Diet (1813, Obhajoba přírodní stravy), esej,
- On the Vegetable System of Diet (1814–1815, O zeleninovém způsobu stravování), esej poprvé publikovaná až 1929.
- Alastor, or The Spirit of Solitude (1816, Alastor čili Duch samoty), báseň o hledání smyslu života.
- Mont Blanc (1817), óda, ve které Shelley porovnává sílu hory se silou lidské představivosti.
- The Revolt of Islam (1817, Vzpoura Islámu, česky též jako Odboj islamu.), nejrozsáhlejší Shellyho básnická skladba, epos o dvanácti zpěvech psaný spenserovskou strofou, ve které je téma lásky mezi mužem a ženou zobrazeno v rámci lidské lásky inspirované bojem za svobodu.
- Ozymandias (1818), sonet jehož tématem je nevyhnutelný úpadek vládců, jejichž odkaz je odsouzen k zapomnění (Ozymandias bylo řecké jméno pro faraona Ramesse II.)
- The Cenci (1819, Cenci), tragédie o pěti jednáních z renesanční Itálie odhalující zhoubnou moc individuálního i společenského zla.
- The Mask of Anarchy (1819, Maska Anarchie), politická balada publikovaná až roku 1832 reagující na krveprolití dělníků v Manchesteru známé jako masakr v Peterloo.[9]
- Rosalind and Helen: A Modern Eclogue; With Other Poems (1819, Rosalind a Helena, moderní ekloga; s jinými básněmi), básnická sbírka.
- Julian and Maddalo: A Conversation (1819, Julian a Maddalo: Rozhovor), báseň vydaná až roku 1824 je diskuzí dvou titulních postav o tématech náboženské víry, svobodné vůle a pokroku.
- Ode to the West Wind (1819, Óda na západní vítr), báseň v níž básník ztotožňuje obrazy divoké a bouřlivé přírody s představou nespoutaného lidského ducha.
- Epipsychidion (1820), milostná báseň.
- The Sensitive Plant (1820, Citlivka), ústředním tématem básně je květinová zahrada.
- The Witch of Atlas (1820, Čarodějnice z Atlasu), báseň publikovaná až 1824.
- To a Skylark (1820, Skřivanu), óda.
- Ode to Liberty (1820, Óda na svobodu), óda
- A Philosophical View of Reform (1820, Filosofický pohled na reformy), esej publikovaná až roku 1920,, která je nejpodrobnějším popisem Shellyho politických názorů.
- The Cloud (1820, Oblak), báseň, metafora nekonečného koloběhu přírody.
- Prometheus Unbound (1820, Odpoutaný Prométheus, lyrické drama založené na starořecké báji o titánovi Prométheovi, kterého Shelly zobrazil jako nepokořeného odpůrce zla ztělesněného vládcem bohů Jupiterem (v této souvislosti se hovoří o tzv. titanismu).[10] Drama vyšlo ve stejnojmenné Shellyho básnické sbírce společně s dalšími básněmi.
- A Defence of Poetry (1821, Obrana básnictví), prozaické pojednání publikované až roku 1840, ve kterém Shelley chápe poezii jako nejdokonalejší projev obraznosti.
- Adonoais (1821, česky jako Adonis), elegie na smrt básníka Johna Keatse.
- Hellas (1822), lyrické revoluční drama.
- The Triumph of Life (1822, Triumf života), nedokončené poslední básníkovo dílo publikované roku 1824.
- Posthumous Poems (1824, Posmrtné básně), svazek redigovaný jeho ženou Mary.

## Česká vydání
- Cenci, Praha: Jan Otto 1892, přeložil Václav Černý.
- Alastor,  časopisecky (Květy) 1894, přeložil Václav Černý.
- Odpoutaný Prometheus, Praha: Jan Otto 1900, přeložil Jaroslav Vrchlický.
- Výbor z lyriky, Praha: Jan Otto 1901, přeložil Jaroslav Vrchlický.
- Výbor z prósy, Praha: Jan Laichter 1920, přeložil František Chudoba.
- Cenci, Kladno: Jaroslav Šnajdr 1922, přeložil Otokar Fischer.
- Láska, sny a ženy, Praha: Otto Girgal 1925, přeložil Viktor Miller.
- Epipsychidion , Praha: Jan Otto 1931, přeložil Antonín Klášterský.
- Básně, Brno: Otokar Žižka 1933, přeložil Bohdan Chudoba.
- Odboj islamu, Litomyšl: Josef Portman 1934, přeložil Josef Julius David.
- Alastor, čili Duch samoty, Praha: Novina, přeložil Josef Julius David.
- Odpoutaný Prometheus, Praha: Zápotočný a spol. 1938, přeložil Josef Julius David.
- Alastor neboli Duch samoty, Praha: František Jan Müller 1939, přeložila Jarmila Urbánková.
- Citlivka,	Praha: Erna Janská 1947, přeložil František Vrba.
- Lyrika, Praha: SNKLHU 1960, přeložil Oldřich Beneš.
- Odpoutaný Prométheus, Praha: Mladá fronta 1962, přeložil Jiří Valja.
- Ozymandias, in HOLAN, Vladimír: Cestou: výbor z překladů, Praha: SNKLU 1962.
- Tři stálice: William Wordsworth, John Keats, P.B. Shelley, Praha: Československý spisovatel 1974, přeložila Jarmila Urbánková.
- Cenci, Ostrava: Národní divadlo moravskoslezské 2010, přeložil Otokar Fischer, program k inscenaci hry obsahující i její text.
- Ozymandias, in HOLAN, Vladimír: Překlady. III, (Sedm romantiků), Praha a Litomyšl: Paseka 2010.
- Odpoutaný Prometheus, Praha: Městská knihovna v Praze 2018, přeložil Jiří Valja, e-kniha.
- Citlivka,	Praha: Městská knihovna v Praze 2019, přeložil František Vrba, e-kniha.